# HMS Icarus (D03)
HMS Icarus var en av nio jagare av I-klass som byggdes för Royal Navy under 1930-talet.

## Beskrivning
Fartygen i I-klassen var förbättrade versioner av den tidigare H-klassen. Deras deplacament var 1 390 ton vid standardlast och 1 918 ton vid fullast. Fartygen hade en total längd på 98,5 meter, en bredd på 10,1 meter och ett djupgående på 3,8 meter. De drevs av två Parsons-ångturbiner, som var och en drev en propelleraxel, med ånga från tre Admirality-pannor. Turbinerna utvecklade totalt 34 000 hästkrafter (25 000 kW) och var avsedda att ge en maximal hastighet på 35,5 knop (65,7 km/h). Icarus nådde bara en hastighet på 35,1 knop (65.0 km/h) med 33 380 shp (24 890 kW) under provseglingarna. Fartygen hade tillräckligt med bränsle ombord för att ge dem en räckvidd på 5 500 nautiska mil (10 200 km) vid 15 knop (28 km/h). Besättningen bestod av 145 officerare och sjömän.
Fartygen hade fyra 12 cm Mark IX-kanoner i enkelmontage, betecknade "A", "B", "X" och "Y" från för till akter. För luftvärn hade de två fyrdubbla fästen för 12,7 mm Vickers Mark III-kulsprutor. I-klassen var utrustad med två femdubbelt monterade torpedtuber ovan vattenytan för 53,3 cm torpeder. En sjunkbombsräls och två sjunkbombskastare var monterade; 16 sjunkbomber fanns ursprungligen, men detta ökades till 35 strax efter krigets början. Icarus var en av de fyra jagare av I-klass som utrustades med minläggningsutrustning på Malta under slutet av 1938 - januari 1939. Utrustningen bestod av fästen för skenor på däck som minorna kunde transporteras på och en elektrisk vinsch för att flytta minorna längs skenorna. "A"- och "Y"-kanonerna och båda torpedtuberna modifierades så att de kunde tas bort för att kompensera för minornas vikt. Fartygen kunde bära högst 72 minor. I-klassens jagare var utrustade med ASDIC-sonarsystemet för att lokalisera ubåtar under vattnet.

## Konstruktion och tjänstgöring

### 1939-1940
Den 29 november 1939 siktade Icarus den tyska ubåten U-35 mellan Shetlandsöarna och Bergen (Norge), men kunde inte genomföra en effektiv attack eftersom hennes ASDIC (sonar) var ur funktion. De andra jagarna Kingston och Kashmir kallades till platsen och Icarus lämnade platsen. Kingston kunde genomföra en framgångsrik sjunkbombsattack och tvingade ubåten att gå upp till ytan och sänka sig själv.
Icarus deltog i den norska kampanjen 1940 och kapade först det 8 514 ton tunga tyska transportfartyget Alster (som fördes till Storbritannien och döptes om till Empire Endurance) den 11 april och deltog sedan i det andra slaget om Narvik den 13 april 1940.
Hon deltog i Operation Dynamo, evakueringen från Dunkerque i slutet av maj och början av juni 1940.

### Jakten på Bismarck
I början av maj 1941 var det brittiska amiralitetet i beredskap för att Bismarck skulle kunna försöka bryta sig ut i Nordatlanten, så Icarus beordrades till Scapa Flow för att eventuellt sättas in mot tyskarna. Den 22 maj, strax efter midnatt, seglade Icarus tillsammans med jagarna Achates, Antelope, Anthony, Echo och Electra, som eskorterade slagkryssaren Hood och slagskeppet Prince of Wales för att bevaka de norra inloppen. Avsikten var att styrkan skulle bunkra i Hvalfjörður på Island och sedan segla igen för att bevaka Danmarksundet.
På kvällen den 23 maj försämrades vädret. Klockan 20:55 signalerade amiral Lancelot Holland ombord på Hood till jagarna: "Om ni inte kan hålla den här farten måste jag fortsätta utan er. Ni bör följa efter i er bästa fart." Klockan 02:15 på morgonen den 24 maj fick jagarna order om att sprida ut sig med 15 sjömils (24 km) mellanrum för att söka norrut. Omkring 05:35 siktades de tyska styrkorna av Hood och kort därefter siktade tyskarna de brittiska fartygen. Eldgivning påbörjades kl. 05:52. Klockan 06:01 träffades Hood av en 38 cm granat från Bismarck i aktermagasinet, vilket orsakade en massiv explosion och sänkte fartyget inom 2 minuter. Electra och de andra jagarna befann sig vid den tidpunkten ca 97 km bort.
När Electra fick höra att Hood hade sjunkit skyndade de sig till området och anlände ungefär två timmar efter händelsen. De förväntade sig att hitta många överlevande och riggade upp klätternät och lyftlinor samt placerade livbälten på däck där de snabbt kunde kastas i. Av de 94 officerarna och 1 321 matroserna ombord på Hood hittade man bara tre överlevande. Electra räddade dem och fortsatte sökandet. Kort därefter anslöt sig Icarus och Anthony till sökandet och de tre fartygen sökte igenom området efter fler överlevande. Inga fler hittades, bara drivved, skräp och en skrivbordslåda fylld med dokument. Efter flera timmars sökande lämnade de området.

### Senare tjänstgöring
Icarus deltog i Operation Pedestal och eskorterade en konvoj till Malta i augusti 1942.
Icarus sänkte fyra tyska ubåtar:
- Den 14 oktober 1939 deltog hon i sänkningen av U-45 med jagarna Inglefield, Ivanhoe och Intrepid.
- Den 29 november 1939 sänktes U-35 av sin besättning i Nordsjön, efter en sjunkbombsattack från Icarus, Kingston och Kashmir. Alla 43 ombord överlevde.
- Den 6 mars 1944 sänkte hon U-744 tillsammans med korvetten Kenilworth Castle, den kanadensiska fregatten St. Catharines, korvetterna Fennel och Chilliwack samt jagarna Chaudiere och Gatineau i Nordatlanten.
- Den 21 januari 1945 sänkte hon U-1199 tillsammans med korvetten Mignonette i Engelska kanalen nära Scillyöarna.

Icarus togs ur tjänst den 29 augusti 1946, överlämnades till British Iron & Steel Corporation den 29 oktober 1946 och skrotades i Troon i Skottland.